# S
S \ إس \ هو الحرف التاسع عشر من الأبجدية اللاتينية.
- في الكيمياء يرمز حرف S لعنصر الكبريت.
- في العلوم المالية يرمز S "$" للدولار الأمريكي.